# Cyclophyllum valetonianum
Cyclophyllum valetonianum är en måreväxtart som först beskrevs av Spencer Le Marchant Moore, och fick sitt nu gällande namn av Aaron Paul Davis och Markus Ruhsam. Cyclophyllum valetonianum ingår i släktet Cyclophyllum och familjen måreväxter. Inga underarter finns listade i Catalogue of Life.